# Trigonostemon verticillatus
Trigonostemon verticillatus là một loài thực vật có hoa trong họ Đại kích. Loài này được (Jack) Pax miêu tả khoa học đầu tiên năm 1911.